# Aves en los sellos postales
La temática aves en los sellos postales es una oportunidad de ligar temas tan diversos como heráldica, conservación, taxonomía y fauna de los países, especialmente aves.
A veces puede haber errores en nombres científicos de las especies de aves, como, por ejemplo, Fragata magnificens en lugar de Fregata magnificens en el sello del Ecuador emitido en 1986.

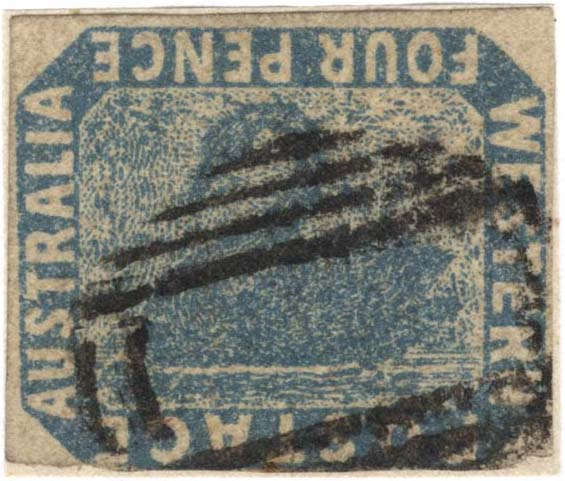
Cygnus atratus. Cisne invertido, Australia Occidental, 1855
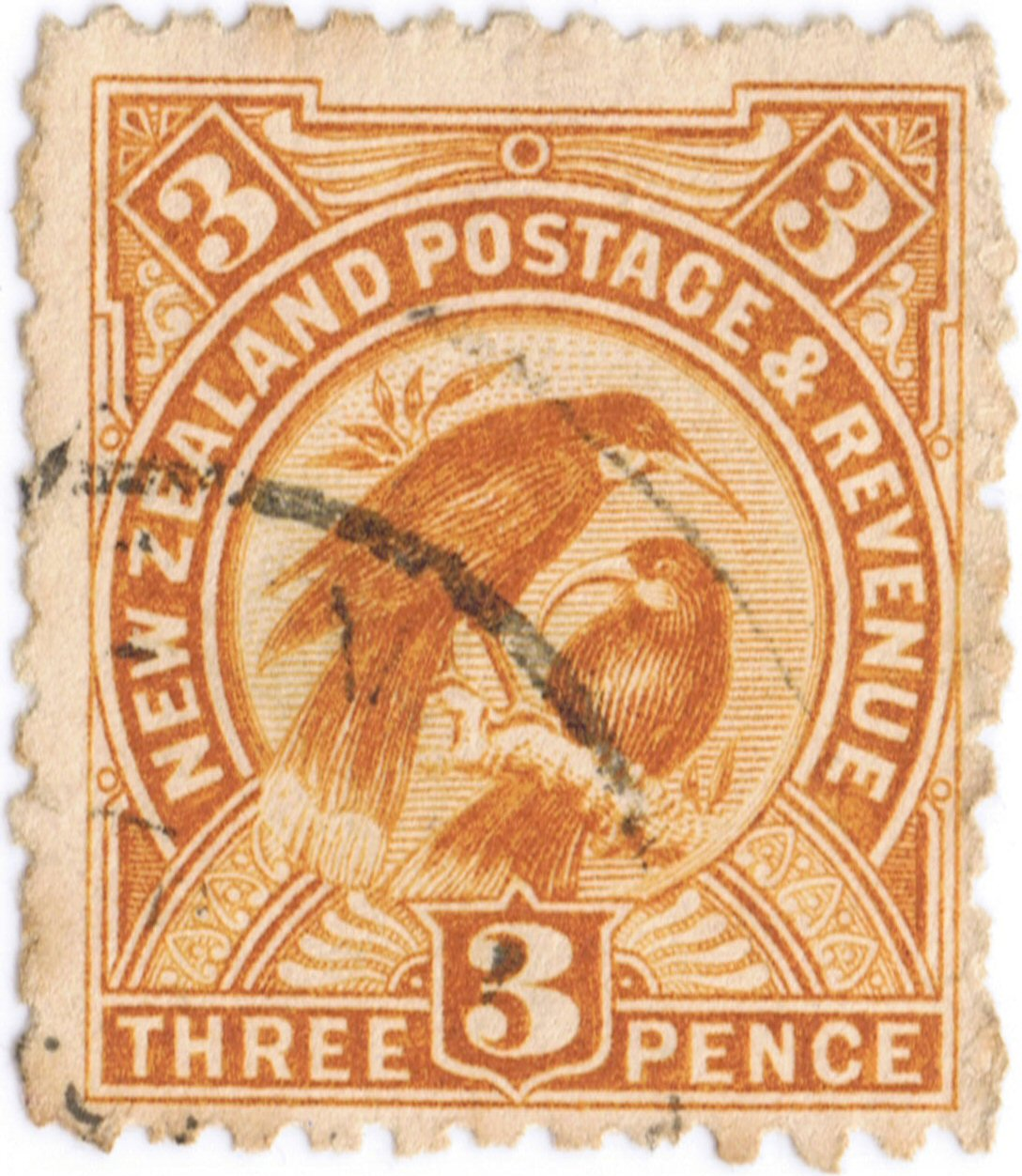
Heteralocha acutirostris. Nueva Zelanda, 1898
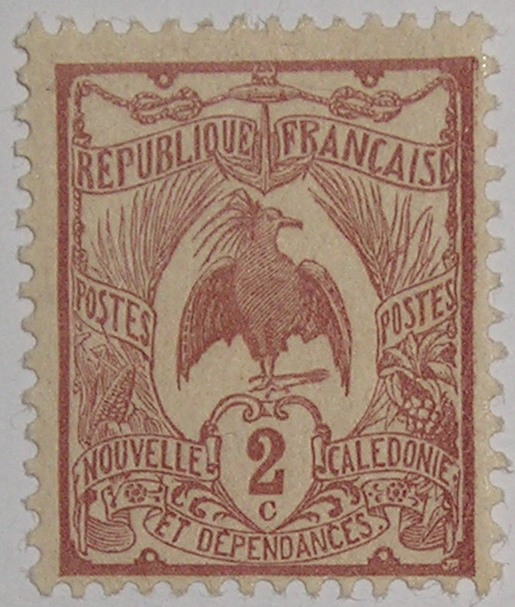
Kagu, sello postal de Nueva Caledonia, 1905
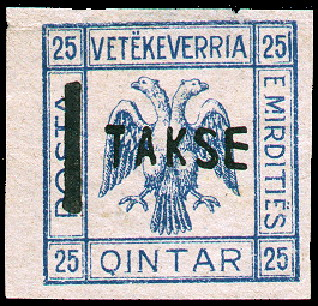
Águila bicéfala en la multa de fantasía (о cenicienta) de Vetёkeverria e Mirditiёs en Albania, 1922
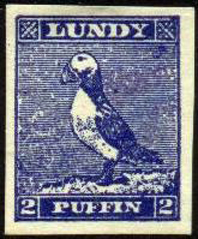
Fratercula arctica. El sello de fantasía (о cenicienta) de Lundy, 1929
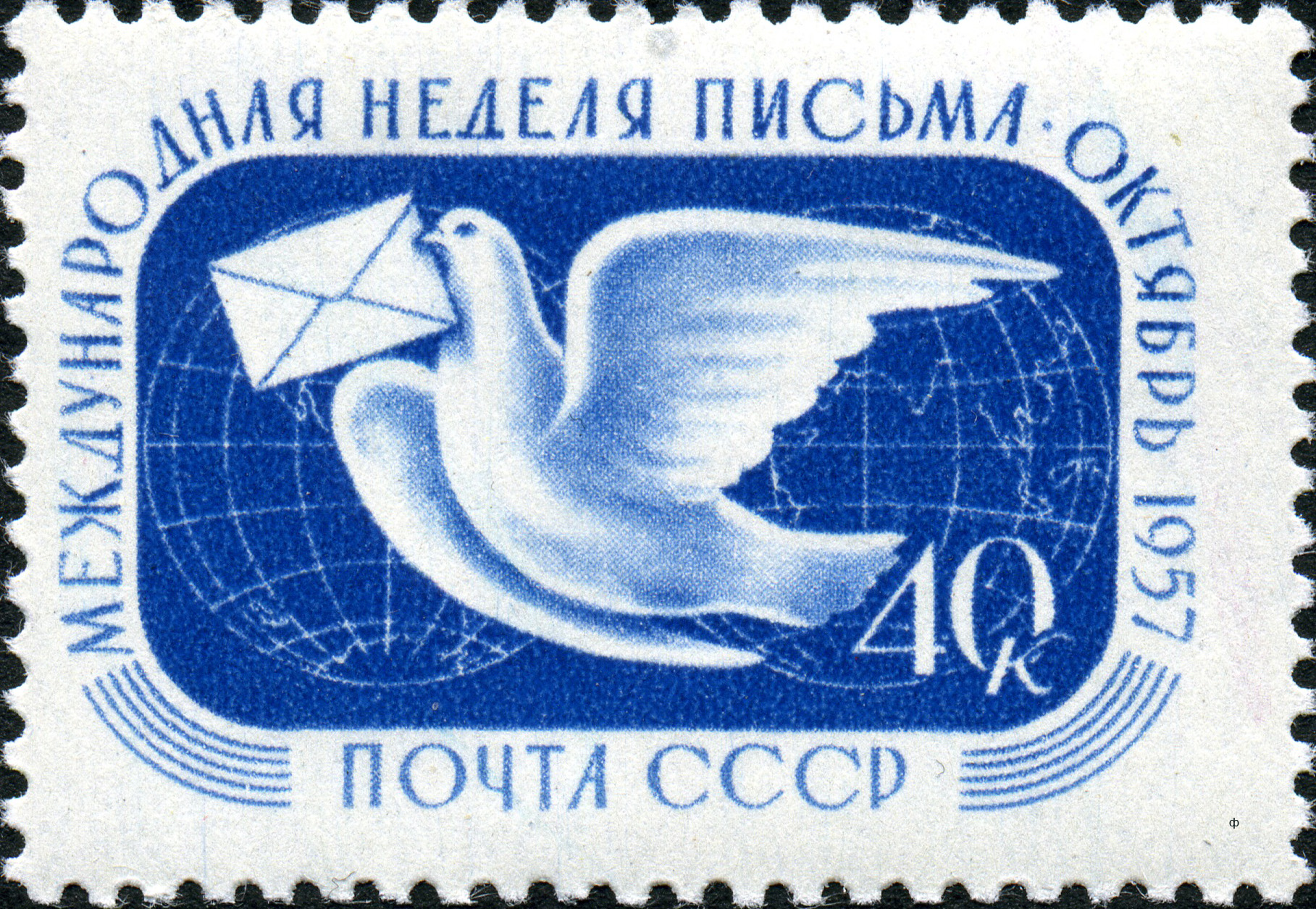
Paloma mensajera. Semana Internacional de la Carta en un sello de la Unión Soviética, 1957